# Stadtkirche Hohnstein

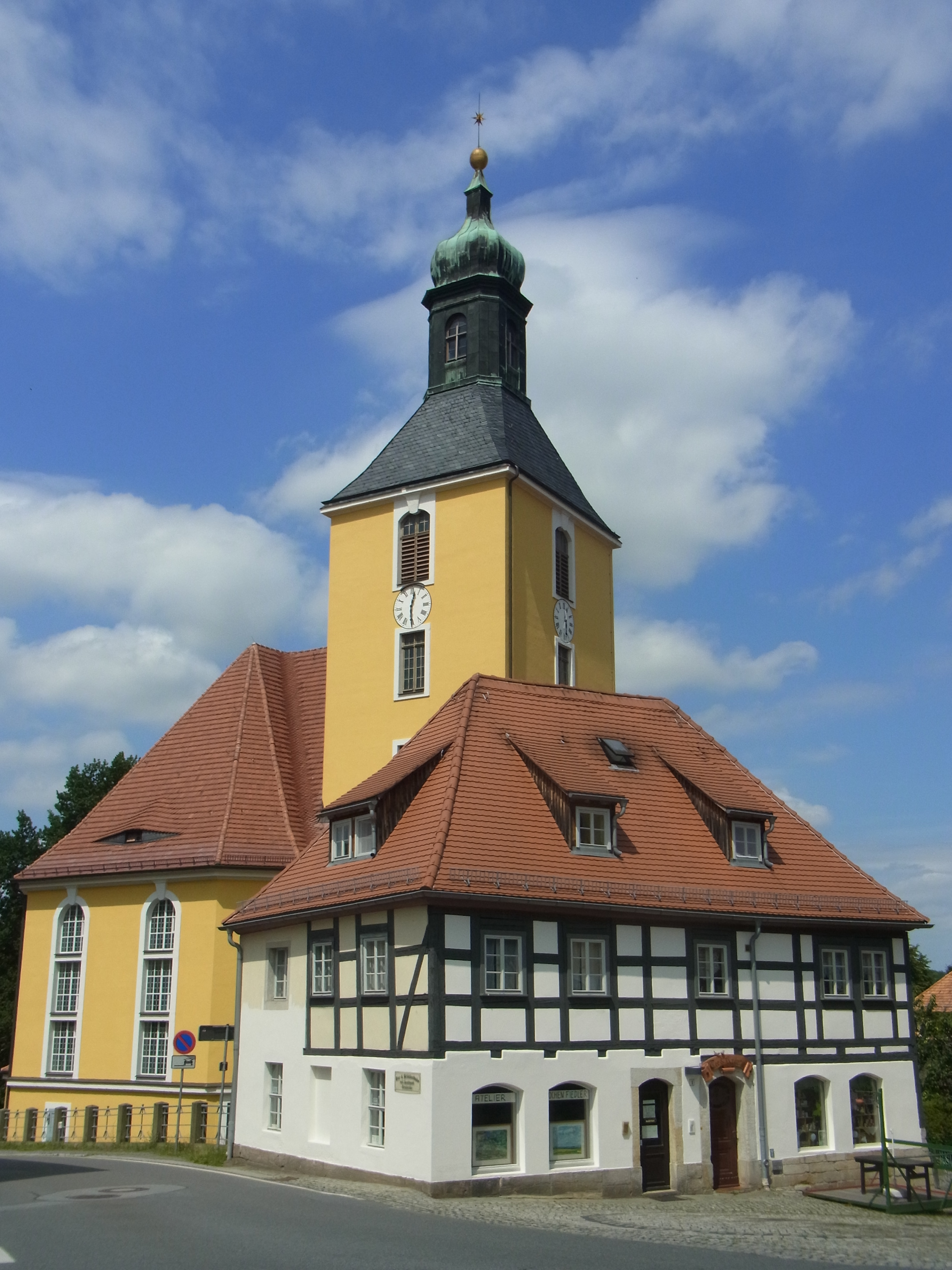
Stadtkirche Hohnstein

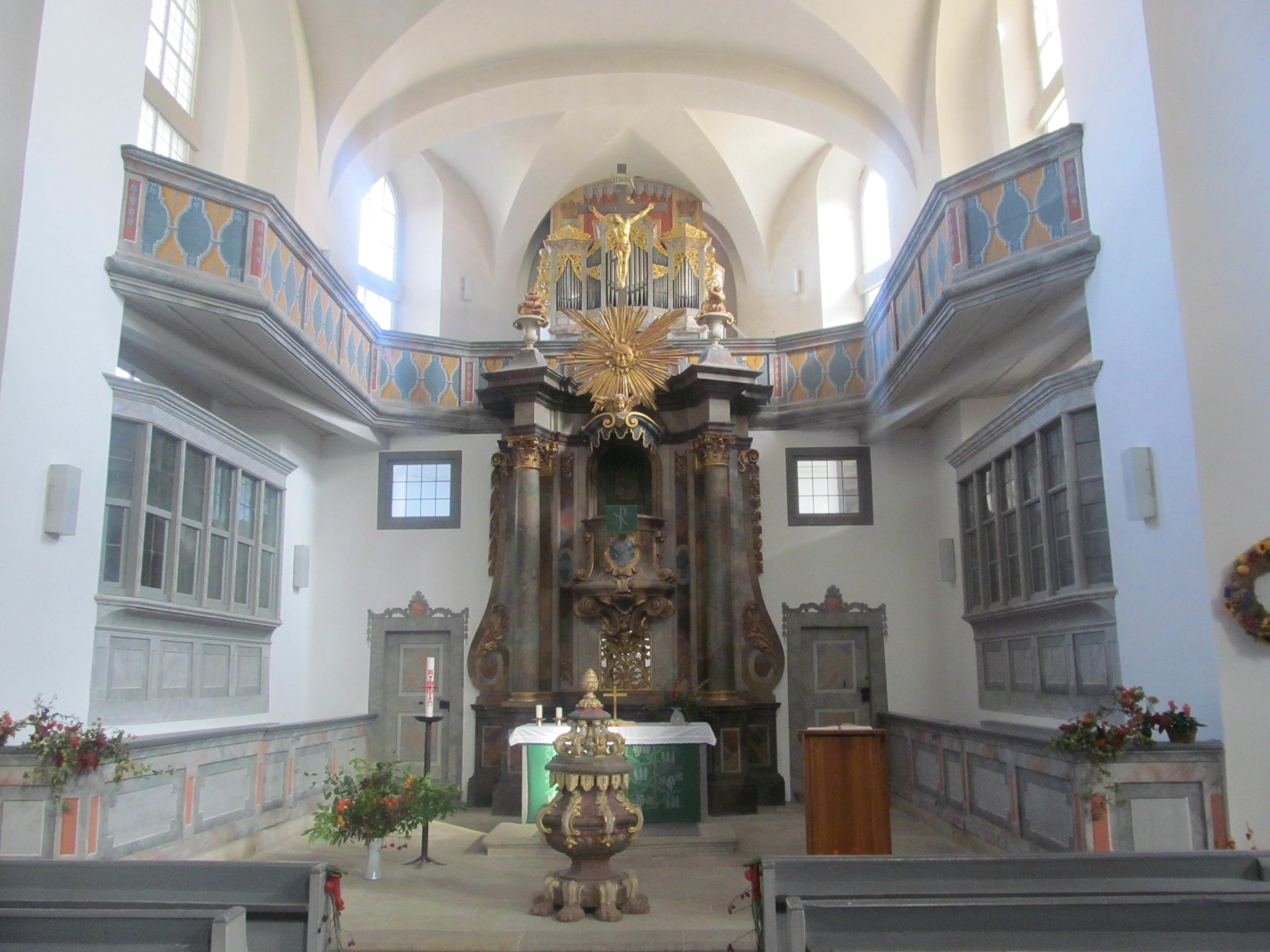
Altarraum

Die Stadtkirche Hohnstein ist die evangelisch-lutherische Stadtkirche in Hohnstein in der Sächsischen Schweiz. Der Barockbau ist einer der bedeutendsten in Sachsen.

## Geschichte
1381 fand erstmals eine Pfarrkirche in Hohnstein urkundliche Erwähnung. Im Zuge der 1539 im Herzogtum Sachsen-Wittenberg eingeführten Reformation wurde die Kirche evangelisch-lutherisch.
Am 22. September 1724 wurde das Gebäude durch einen Stadtbrand zerstört. Im gleichen Jahr wurde der Wiederaufbau geplant. Auf den Grundmauern des Vorgängerbaues begann nach Plänen des Dresdner Ratszimmermeisters George Bähr am 1. Mai 1725 der Wiederaufbau. Am 4. Oktober 1728 wurde die Kirche geweiht. 1730 wurde der Kirchturmbau vollendet und 1736 der Altar eingeweiht. 1881 erfolgte eine größere Erneuerung im Stil des Historismus. Von 1962 bis 1967 wurde im Zuge einer weiteren Renovierung die barocke Fassung freigelegt und rekonstruiert. 2010 erfolgte eine Sanierung des Gebäudes.

## Baubeschreibung
Bährs Handschrift von einem gerichteten Zentralraum ist auch in der Hohnsteiner Kirche zu finden. Der Zentralbau gilt als ein Vorläufer der Dresdner Frauenkirche. Die Grundfläche des Gebäudes ist quadratisch. Die zweigeschossige ornamental bemalte Empore erstreckt sich über drei Seiten. Das Schiff ist flachgedeckt und mit einer schlichten Kassettenbemalung versehen. Kanzel, Altar und Orgel stehen übereinander im Chor mit Kreuzgratgewölbe. Der Bildhauer Johann Gottlieb Kirchner schuf 1726 den hölzernen Portikusaltar, der vom Hofmaler Carl Christian Reinow farblich gestaltet wurde.

## Orgel
Die 1678 von Georg Oehme für die Dorfkirche Stöntzsch gefertigte Orgel mit fünf Registern wurde bei einem Umbau durch Johann Christoph Schmieder auf zehn Register erweitert und am 12. November 1731 sowie am 4. Februar 1732 von Johann Sebastian Bach geprüft. 1860 folgte ein Umbau durch Wilhelm Berger. 1935 wurde das Instrument von Hermann Eule restauriert und die Disposition erweitert. 1965 wurden Dorf sowie Kirche wegen eines Braunkohletagebaues devastiert und die Orgel in die Kirche Hohnstein versetzt und nochmals verändert. Die Vorgängerorgel von 1843 wurde in der Stadtkirche Radeberg aufgestellt. Die heutige Disposition umfasst 15 Register, von denen noch vier von Oehme/Schmieder stammen:

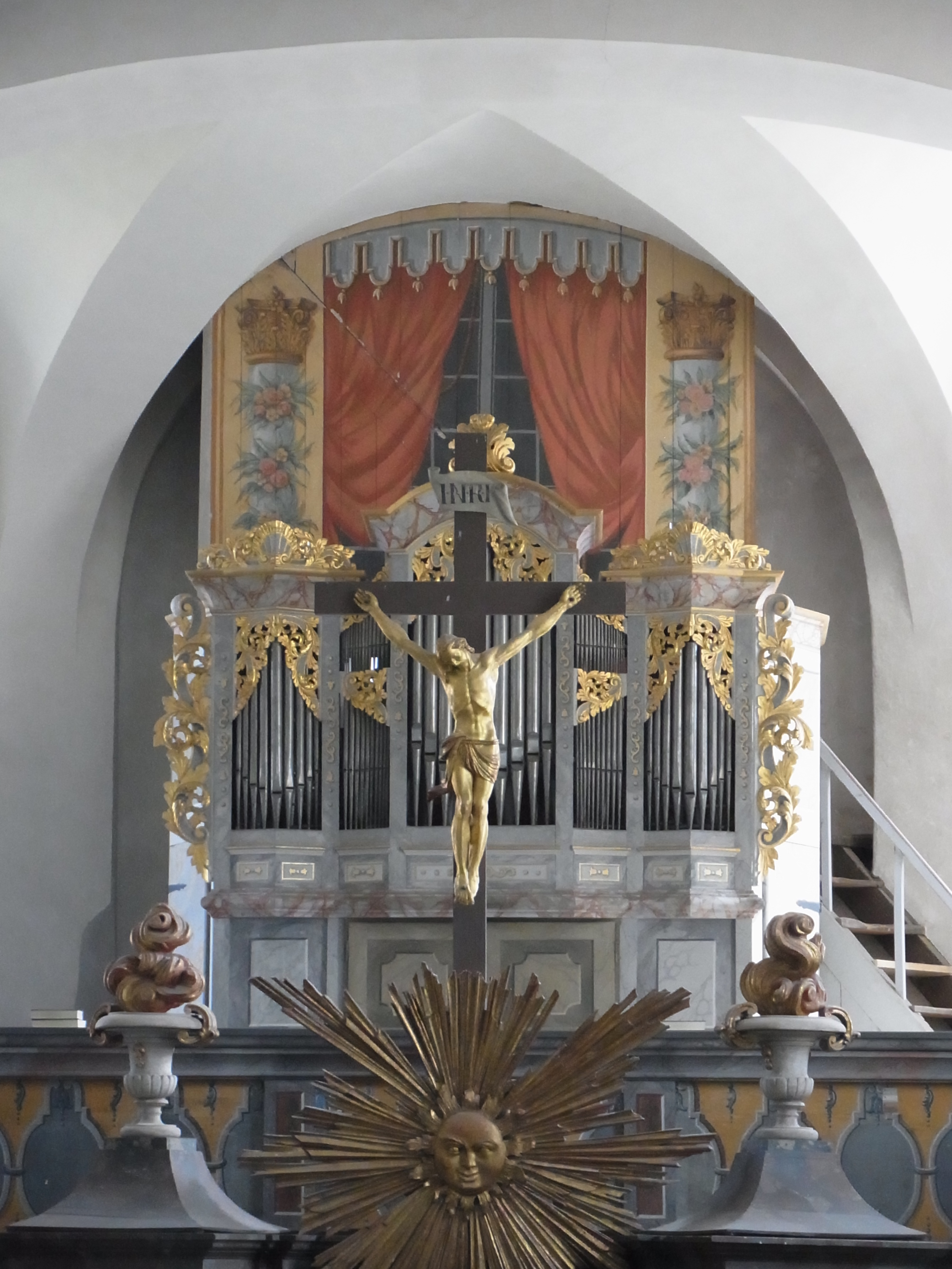
Orgel der Stadtkirche

| I Manual C–c3  |        |
| Spitzprinzipal | 8′     |
| Rohrflöte      | 8′     |
| Praestant      | 4′     |
| Gedackt        | 4′     |
| Nasard         | 2 ⁄3′  |
| Octave         | 2′     |
| Terz           | 1 3⁄5′ |
| Sifflöt        | 1′     |
| Mixtur IV      | 1 ⁄3′  |
| Trompete       | 8′     |

| Pedal C–c1       |     |
| Subbass          | 16′ |
| Principalbass    | 8′  |
| Rauschpfeife V   |     |
| Lieblich Posaune | 16′ |
| Singend Cornett  | 4′  |

- Koppeln: I/P